# Hille, Tyskland
Hille är en kommun och ort i Kreis Minden-Lübbecke i Regierungsbezirk Detmold i förbundslandet Nordrhein-Westfalen i Tyskland.